# エコフル
エコフルとは「ecology free loose-leaf」の略で、株式会社全立が始めた広告の掲載されたルーズリーフを、無料で大学生に提供するビジネスである。

## 概要
用紙の下部に広告を掲載したルーズリーフを、無料で大学生に提供するサービスである。大学キャンパス内に専用のラックが設置され、大学生は1日1冊まで無料でもらうことができる。
2007年10月より都内の5つの大学でサービスが開始され、現在は19大学まで拡大されている。ほとんどの大学では1日の配布部数が午前中になくなってしまう場合もある。掲載されている広告の多くは大学生向けの「人材紹介」「イベントの告知」「モバイルサービス」といった内容が多く掲載されている。
多くのテレビや新聞でもサービスが紹介されており、広告業界の中でも注目されている。

## 配布大学
関東地方（首都圏）
- 青山学院大学
- 国際基督教大学
- 駒澤大学
- 成蹊大学
- 拓殖大学
- 中央大学
- 帝京大学
- 法政大学
- 明星大学
- 早稲田大学
- 日本大学
- 大妻女子大学
- 共立女子大学
- 実践女子大学
- 昭和女子大学
- 東京家政大学
- 東京家政学院大学
- 東京女子大学
- 清泉女子大学

関西地方
- 大阪大学
- 近畿大学
- 摂南大学
- 大阪工業大学
- 大阪学院大学
- 関西学院大学